# Alfred Victor Berger-Voesendorf
Alfred Victor Berger-Voesendorf (geboren als Alfred Victor Berger 9. Januar 1901 in Wien, Österreich-Ungarn; gestorben im Mai 1980 in Washington, D.C.) war ein austroamerikanischer Ökonom. 

## Leben
Alfred Victor Berger war ein Sohn des Kommerzialrats Robert Berger (1858–1945) und der Louise von Pichler. Ab 1932 nannte er sich Alfred Victor Berger-Voesendorf.
Berger studierte 1919/20 Betriebswirtschaft an der Hochschule für Welthandel Wien und nach der Graduierung Jura und Nationalökonomie an den Universitäten Wien, Graz, München, Berlin und der Universität Breslau, wo er 1922 in Steuerrecht promoviert wurde. 1924 wurde er an der Universität Wien zum Dr. rer. pol. promoviert und eröffnete in Wien eine Rechtsanwaltskanzlei als Wirtschaftsjurist. Seit 1918 war er als Legitimist politisch aktiv mit dem Ziel der Wiederherstellung der Habsburger Monarchie. Er war Offizier im Schutzkorps. Im Austrofaschismus war er leitender Funktionär in der Vaterländischen Front und bereitete für den Fall einer reichsdeutschen Invasion die Verlegung der Führungsinstanzen ins Exil vor.
Nach dem Anschluss Österreichs 1938 floh Berger-Voesendorf in die Niederlande, wo er einen Lehrauftrag an der Universität Utrecht wahrnahm. Mitte 1939 ging er nach Großbritannien, wo er die österreichischen Exilorganisationen in Fragen der zukünftigen Wirtschaftspolitik beriet. 1945 war er Drummond Professor der politischen Ökonomie an der University of Oxford, von 1946 bis 1948 lehrte er Ökonomie an der Farouk-University in Kairo und beriet Regierungen in Staaten der sich ausbildenden Dritten Welt. Berger zog dann in die USA und hatte zwischen 1948 und 1965 nacheinander Lehraufträge an der Gonzaga University, Washington, an der La Salle University, Philadelphia, und am Georgia State College of Business Administration, Atlanta. Von 1965 bis 1968 war er schließlich noch Professor an der Sacred Heart University in Fairfield (Connecticut). Er war Mitglied in der American Economic Association und der Royal Economic Society. 

## Schriften (Auswahl)
- Das geltende Steuerrecht in seinen Wirkungen auf die Produktion im Deutschen Reich der Nachkriegszeit. Breslau, 1922
- Der leitende Wirtschaftsbeamte. Die Funktionäre der Unternehmung in volkswirtschaftlicher, privatwirtschaftlicher, rechtlicher und soziologischer Betrachtung. Wien, 1926. Diss. Wien 1924
- Die Entwicklungstendenz der modernen Handelspolitik, der Weg zum Schutzhandel. Berlin: Ebering, 1932
- Das Staatsprogramm des sozialen Konservatismus in Österreich. Wien: Verl. "Soldatenfront", 1938
- The real face of the political emigration from Germany. London: Selbstverlag, 1945
- The theory of economic policy in the interventionist state. Alexandrie: Soc. de Publ. Egyptiennes, 1947